# 武田敬
武田 敬（たけだ けい）は、日本の薬学者。薬学博士（東京大学）。広島大学医歯薬保健学研究院基礎生命科学部門薬学分野教授。新規有機合成反応の開発、その反応機構の解明と生物活性物質合成への応用、キラルカルバニオンの化学等の健気球活動を行っている。

## 略歴
- 1975年 富山大学薬学部薬学科卒業。
- 1977年 富山大学大学院薬学研究科修士課程修了。
- 1980年 東京大学大学院薬学系研究科博士課程修了、富山医科薬科大学薬学部教務職員。
- 1983年 富山医科薬科大学薬学部助手。
- 1989年 富山医科薬科大学薬学部講師。
- 1996年 富山医科薬科大学薬学部助教授。
- 2000年 広島大学医学部総合薬学科教授。
- 2002年 広島大学大学院教授。

## 所属学会
日本薬学会、The American Chemical Society、有機合成化学協会、日本化学会。

## 受賞歴
- 1998年 佐藤記念国内賞
- 2007年 第41回宮田記念学術論文賞